# Kosmos 99
Kosmos 99 (ros. Космос 99) – radziecki satelita rozpoznawczy; trzydziesty drugi statek serii Zenit-2 (27. udana misja) programu Zenit, którego konstrukcję oparto na załogowych kapsułach Wostok.